# Domaniczky Antal
Domaniczky Antal (Vácszentmiklós, 1796. november 6. (keresztelés) – Vác, 1861. december 5.) esküdt, költő.

## Élete
Domaniczky Pál és Veszelofszky Zsuzsanna fiaként született, keresztnevét Páduai Szent Antal kapta. Hont vármegyében volt megyei esküdt 1819-ben. Meghalt Vácon, 1861. december 5-én reggel hét órakor tüdőszélhűdésben, 6-án helyezték örök nyugalomra. Neje Traexler Teréz volt.

## Munkái
- A nemes magyar hazának örömérzései… Rudnay Sándor, erdélyi püspöknek… esztergomi érsekké s országos primásává lett kineveztetésén danlá… 1819. Kisasszony hava napjaiban. Hely n. 1819.
- A házasságról c. dalát énekelték 1838. febr. 20. Vácon a Zia tündér herceg asszony c. vígjáték 3. felvonásában.

### Kéziiratban
- Dórinak Klorinda ellen való panasza (1824)